# Sistema Nacional de Cultura
Sistema Nacional de Cultura é um modelo de gestão e promoção de políticas públicas de cultura que pressupõe a ação conjunta dos entes da federação (governos federal, estadual e municipal) para democratização do setor.
A implementação do Sistema Nacional de Cultura faz parte das metas e ações do Plano Nacional de Cultura (PNC), que estabelece diretrizes e ações de incentivo à cultura.
Seu objetivo é organizar as políticas culturais de forma descentralizada, dando continuidade a elas independentemente de mudanças de governantes. Também visa a possibilitar mecanismos de gestão e de investimento na cultura mais transparentes, por meio do controle social dos recursos e das políticas implementadas e promover a universalização do acesso a bens e serviços culturais e o fomento à produção.

## Histórico
O Sistema Nacional de Cultura (SNC) é baseado nas experiências de outros sistemas nacionais de articulação de políticas públicas, em especial o Sistema Único de Saúde (SUS). Dentre as semelhanças dos sistemas, estão os princípios e as diretrizes, a divisão de atribuições e responsabilidades entre os entes da federação (governos federal, estadual e municipal), o repasse de recursos e a criação de instâncias de controle social.
A construção do SNC envolveu as seguintes etapas:
- Assinatura pela União, Estados e Municípios do Protocolo de Intenções, que visou criar condições institucionais para a implementação do SNC;
- Realização de Conferências de Cultura (municipais, intermunicipais, estaduais e nacional), visando a mobilização do setor em todas as áreas do país;
- Criação do Sistema Federal de Cultura;
- Reorganização do conselho Nacional de Política Cultural e ciclo das Oficinas do Sistema Nacional de Cultura;
- Elaboração do Plano Nacional de Cultura e o seu debate público, com Seminários realizados em todos os estados e no Distrito Federal;
- Implementação de programas e projetos do Governo Federal, em especial o Programa Mais Cultura, em parceria com estados e municípios;
- Redefinição, no plano nacional, da política de financiamento público da cultura com a apresentação e debate da nova legislação que institui o Programa Nacional de Fomento e Incentivo à Cultura – PROCULTURA[3]

O Ministério da Cultura (MinC) instituiu grupos de trabalho para atuarem na elaboração da proposta de estruturação do sistema e na formulação de propostas relativas à formação na área da cultura.
No dia 30 de maio de 2012 a Câmara dos Deputados aprovou o Projeto de Emenda Constitucional a PEC 416/2005, conhecido como PEC da Cultura. Ela acrescenta o art. 216-A à Constituição para regulamentar o SNC. A proposta tramitou na Câmara desde 2005 e depende de legislação específica também nos estados e municípios.

## Adesão
A adesão dos estados, municípios e Distrito Federal é voluntária e realizada através de assinatura de protocolos de intenção que contêm compromissos e obrigações entre as partes signatárias. Para isso, os entes federativos devem instituir os elementos constituem o sistema. São eles:
I - Órgãos Gestores da Cultura.
II - Conselhos de Política Cultural.
III - Conferências de Cultura.
IV - Planos de Cultura.
V - Sistemas de Financiamento à Cultura.
VI - Sistemas Setoriais de Cultura (quando pertinente).
VII - Comissões Intergestores Tripartite e Bipartites (apenas para Estados e União).
VIII - Sistemas de Informações e Indicadores Culturais (implantação de forma progressiva).
IX - Programa Nacional de Formação na Área da Cultura (implantação de forma progressiva).
A adesão ao sistema se dá por meio da assinatura de um acordo de cooperação federativa, uma convenção junto ao Governo Federal, onde os estados e municípios se comprometem a trabalhar conjuntamente para desenvolver os componentes estruturantes do SNC. Ela expressa o compromisso dos signatários com a continuidade das políticas públicas nas três esferas do governo e a participação e responsabilização dos entes no desenvolvimento das atividades e da diversidade cultural brasileira.
Até agosto de 2012, 22 das 27 unidades da Federação brasileira haviam aderido ao Sistema Nacional de Cultura, e, dentre os 5565 municípios de todo o território nacional, 1175 haviam aderido.
A meta de adesões ao SNC, até 2020, é atingir 60% dos municípios do país, das cinco regiões brasileiras, e 100% dos estados.
Na região Sudeste do país ainda há certa resistência á adesão ao Sistema Nacional de Cultura. O estado de São Paulo não aderiu aos compromissos do SNC. Já no Rio de Janeiro, 40% de seus municípios assinaram o acordo.